# Ô Trấn
Ô Trấn (giản thể: 乌镇镇; phồn thể: 烏鎮镇; bính âm: Wūzhènzhèn, âm Hán Việt: Ô Trấn trấn) là một thị trấn danh lam thắng cảnh lịch sử thuộc thành phố cấp huyện Đồng Hương, nằm ở phía bắc của tỉnh Chiết Giang, nước Cộng hòa nhân dân Trung Hoa.

## Hành chính
Ô Trấn được chia ra làm 30 đơn vị hành chính cấp thôn, gồm 4 xã khu và 26 thôn
- Xã khu: Đông Uyển (东苑社区), Ngân Hạnh (银杏社区), Nam Cung (南宫社区), Tú Khê (秀溪社区)
- Thôn: Hồng Kiều (虹桥村), Bạch Mã Đôn (白马墩村), Phân Thủy Đôn (分水墩村), Đối Phường Kiều (碓坊桥村), Phù Lan Kiều (浮澜桥村), Trần Gia Trang (陈庄村), Nam Trang Kiều (南庄桥村), Hoành Cảng (横港村), Bành Gia (彭家村), Trần Gia (陈家村), Song Tháp (双塔村), Nhan Gia (颜家村), Dân Hợp (民合村), Chiết Nguyệt (浙月村), Tân Ông (新翁村), Ngũ Tinh (五星村), Tây Banh (西浜村), Nguyên Phong (元丰村), Nam Vương (南王村), Đổng Gia (董家村), Kim Ngưu (金牛村), Chính Phúc (正福村), Dương Viên (杨园村), Tạo Lâm (皂林村, Tường Hậu (翔厚村), Đan Kiều (单桥村)